# Grammy Latino de Melhor Arte de Capa
O Grammy Latino de Melhor Arte de Capa é um prêmio apresentado anualmente no Grammy Latino, uma cerimônia que reconhece a excelência e promove a conscientização sobre a diversidade cultural e as contribuições de artistas latinos nos Estados Unidos e internacionalmente. Foi concedido pela primeira vez no 7º Grammy Latino em 2006. 
O prêmio vai para designers de arte e não para os artistas, a menos que ele também seja creditado como diretor de arte do álbum. O designer gráfico argentino Alejandro Ros detém o recorde de maior número de vitórias na categoria com três vezes por seu trabalho em álbuns das cantoras argentinas Mercedes Sosa, Vicentico e Juana Molina.

## Vencedores
| Ano  | Destinatário(s)                                                                  | Obra                                 | Artista(s)          | Indicados | Ref.  |
| ---- | -------------------------------------------------------------------------------- | ------------------------------------ | ------------------- | --- | ----- |
| 2006 | Laura Varsky                                                                     | Café De Los Maestros                 | Vários Artistas     | - Alexandra Lahr – Live In Los Angeles (Los Pinguos) - Omar Delgado – Productos Desaparecidos (La Pestilencia) - Marcelo Kertész – Samba Passarinho (Péri) - Fritz Torres and Jorge Verdin – Tijuana Sessions Vol. 3 (Nortec Collective) - Edward Martínez – Timeless (Sérgio Mendes) |       |
| 2007 | Catalina Díez                                                                    | Los Vallenatos de Andrés             | Vários Artistas     | - Luciano Cury – Mutantes Ao Vivo - Barbican Theatre, Londres 2006 (Mutantes) - Gringo Cardia – Biograffiti (Rita Lee) - Andrea Bardasano – Edición Especial (Motel) - Allan Castañeda e Sandra Masias – Serenata Inkaterra (Jean Pierre Magnet) |       |
| 2008 | Leicia Gotlibowski, Daniel Kotliar, Karina Levy, Andres Mayo and Mercedes Sencio | Buenos Aires, Días y Noches de Tango | Vários Artistas     | - Santiago Velazco-Land – Cara B (Jorge Drexler) - Jorge Du Peixe and Valentina Trajano – Fome de Tudo (Nação Zumbi) - Gaspar Guerra – Gózalo (Orquesta La 33) - Fritz Torres – Tijuana Sound Machine (Bostich and Fussible) |       |
| 2009 | Alejandro Ros                                                                    | Cantora 1                            | Mercedes Sosa       | - Rubén Scaramuzzino – Andrés: Obras Incompletas (Andrés Calamaro) - 7Potencias.Net – Aocaná (Ojos de Brujo) - Juan Gatti – Bosegrafía (Miguel Bosé) - Jesús Sarabia – Dramas Y Caballeros (Luis Ramiro) |       |
| 2010 | Rock Instrument Bureau                                                           | Fuerza natural                       | Gustavo Cerati      | - Luis Itanare – Casa 4 (Famasloop) - Boa Mistura – En El Fin Del Mundo (Chambao) - Pico Covarrubias – Hombre Invisible (Ely Guerra) - Locktite – Work In Progress (Erizonte) |       |
| 2011 | Javier Mariscal                                                                  | Chico & Rita                         | Various Artists     | - Natalia Ayala, Carlos Dussan Gomez e Juliana Jaramillo – El Corazón y El Sombrero (Marta Gómez) - Juan Gatti – El Paso Trascendental del Vodevil a la Astracanada (Fangoria) - Allan Castañeda e Sandra Masías – Fiesta Inkaterra (Miki González) |       |
| 2011 | Alejandro Ros                                                                    | Solo un Momento                      | Vicentico           | - Natalia Ayala, Carlos Dussan Gomez e Juliana Jaramillo – El Corazón y El Sombrero (Marta Gómez) - Juan Gatti – El Paso Trascendental del Vodevil a la Astracanada (Fangoria) - Allan Castañeda e Sandra Masías – Fiesta Inkaterra (Miki González) |       |
| 2012 | Miguel Masa                                                                      | Cambie de Nombre                     | Viniloversus        | - Mzk – Bixiga70 (Bixiga70) - Alejandro Ros – Canciones Para Aliens (Fito Páez) - Pablo Martínez – Indeleble (Los Mesoneros) - Ma+Go – Ves Lo Que Quieres Ver (Bareto) |       |
| 2013 | Tonho Quinta-Feira e Fernando Young                                              | Abraçaço                             | Caetano Veloso      | - Filipe Costa e Mateus Sá – Abaporu (Laura Lopes) - Belén Mena – De Taitas y de Mamas (Vários Artistas) - The Welcome Branding Group – El Techo es el Suelo (Quiero Club) - Masa – Repeat After Me (Los Amigos Invisibles) |       |
| 2014 | Alejandro Ros                                                                    | Wed 21                               | Juana Molina        | - Alfredo Enciso – Activistas (Nonpalidece) - Rafael Rocha – Antes Que Tu Conte Outra (Apanhador Só) - Giovanni Nésterez – Combi (Lucho Quequezana) - Laura Varsky – Ocho (Marco Sanguinetti) |       |
| 2015 | Natalia Ayala, Carlos Dussan Gómez e Juliana Jaramillo                           | Este Instante                        | Marta Gómez         | - Julia Rocha – Blam! Blam! (Jonas Sá) - Anna Amendola – Noel Rosa, Preto E Branco (Valéria Lobão) - Pablo González e Francisca Valenzuela – Tajo Abierto (Francisca Valenzuela) - Laura Varsky – Veinte Años El Grito Después (Catupecu Machu) |       |
| 2016 | Sergio Mora                                                                      | El Poeta Halley                      | Love of Lesbian     | - Lisa Akerman Stefaneli – Atlas (Baleia) - Goster – Impredecible (Bareto) - Marcus Mota – Relevante (Mario Diníz) - Goster – Umbral (Melnik) |       |
| 2017 | Carlos Dussán, Juliana Jaramillo, Juan Felipe Martínez e Claudio Roncoli         | El Orisha de la Rosa                 | Magín Díaz          | - André Coelho e Mariana Hardy – Na Medida Do Impossível Ao Vivo No Inhotim (Fernanda Takai) - Lia Cunha – Pirombeira (Pirombeira) - Barão Di Sarno and Ciça Góes – Sol (Gustavo Galo) - Fabio Prata – Três no Samba (André Mehmari, Eliane Faria e Gordinho do Surdo) |       |
| 2018 | Carlos Sadness                                                                   | Diferentes Tipos De Luz              | Carlos Sadness      | - Miguel Vásquez "Masa" – La Gira (Sibilino) - Daniel Eizirik – Meio Que Tudo É Um (Apanhador Só) - Rubén Chumillas – Mismo Sitio, Distinto Lugar (Vetusta Morla) - Christian Montenegro and Laura Varsky – 9 (Marco Sanguinetti) | [ 1 ] |
| 2019 | Man Mourentan and Tamara Pérez                                                   | El Mal Querer                        | Rosalía             | - Luisa María Arango, Carlos Dussán, Manuel García-Orozco e Juliana Jaramillo-Buenaventura – Anónimas y Resilientes (Voces Del Bullerengue) - Emilio Lorente – Astronauta (Zahara) - Deborah Salles – Lição #2: Dorival (Quartabê) - Boa Mistura – Nuclear (Leiva) | [ 2 ] |
| 2020 | Pedro Fajardo                                                                    | Soy Puro Teatro - Homenaje a La Lupe | Mariaca Semprún     | - Victor Ricardo Aguilera Luna & Daniela Herrera Ramírez – Jinetes del Apocalipsis (Alejandro de la Garza) - Lucia Arias, Edgar Guerra & Fabli Soto – Lado A (Alerta Rocket) - Vetusta Morla & Pequeño Salto Mortal – MSDL - Canciones dentro de canciones (Vetusta Morla) - Eva Amaral, Xavi Blanco & Charis Tsavis – Salto al Color (Amaral)                                                                                         | [ 3 ] |
| 2021 | Ana Gonzalez                                                                     | Colegas                              | Gilberto Santa Rosa | - Boa Mistura – Lo Que Me Dé La Gana (Dani Martín) - Emilio Lorente – Madrid Nuclear (Leiva) - Emilio Lorente – Puta (Zahara) - Marc Donés – Tragas o Escupes (Jarabe de Palo) | [ 4 ] |
| 2022 | Ferran Echegaray, Viktor Hammarberg, Rosalía, Daniel Sannwald e Pili Vila        | Motomai (Digital Album)              | Rosalía             | - Isaura Angulo, Carlos Dussán, Karen Flores, Manuel Garcia-Orozco, Juliana Jaramillo, Ledania & Lido Pimienta – Ancestras (Petrona Martinez) - Pedro Fajardo & Siudy Garrido – Bailaora - Mis Pies Son Mi Voz (Siudy Garrido featuring Ismael Fernandez, Manuel Gago, Jose Luis Rodriguez & Adolfo Herrera) - Boa Mistura – Cuando Te Muerdes el Labio (Edición Cerámica) (Leiva) - Carlos Bauer – Feira Livre (Bananeira Brass Band) | [ 5 ] |
| 2023 | Gustavo Ramirez                                                                  | Atipanakuy (Deluxe)                  | Kayfex              | - Alejandro Ros – Hotel Miranda! (Miranda!) - Alejandro Ros – Nocturna (Javiera Mena) - Pedro Chico – Placeres y Pecados (Vanesa Martín) - Alejandro Ros – Trinchera Avanzada (Babasonicos) | [ 6 ] |